# 균형 잡힌 쌍가군
환론에서 균형 잡힌 쌍가군(영어: balanced bimodule)은 한쪽 환의 작용에 대한 임의의 자기 사상을 항상 반대쪽 환의 작용으로 나타낼 수 있는 쌍가군이다. 이 개념은 모리타 동치 이론에 등장한다.

## 정의

### 균형 잡힌 쌍가군
다음 데이터가 주어졌다고 하자.
- 환 {\displaystyle R}
- 환 {\displaystyle S}
- 쌍가군 {\displaystyle _{R}M_{S}}

이 경우, 자연스러운 환 준동형
{\displaystyle R\to \operatorname {End} (M_{S})}
{\displaystyle S^{\operatorname {op} }\to \operatorname {End} (_{R}M)}
이 존재한다.
만약 이 두 환 준동형이 둘 다 전사 함수라면 {\displaystyle _{R}M_{S}}를 균형 잡힌 쌍가군(영어: faithfully balanced bimodule)이라고 한다. 만약 이 두 환 준동형이 둘 다 전단사 함수라면 {\displaystyle _{R}M_{S}}를 충실하게 균형 잡힌 쌍가군(영어: faithfully balanced bimodule)이라고 한다.:488, Definition/Corollary 18.21

### 균형 잡힌 가군
다음 데이터가 주어졌다고 하자.
- 환 {\displaystyle R}
- {\displaystyle R}-왼쪽 가군 {\displaystyle _{R}M}

그렇다면, 아벨 군의 자기 사상환
{\displaystyle \operatorname {End} (M_{\mathbb {Z} })}
을 정의할 수 있으며, {\displaystyle M}은 {\displaystyle \operatorname {End} (M_{\mathbb {Z} })}-왼쪽 가군을 이룬다. 자연스러운 환 준동형
{\displaystyle \phi _{M}\colon R\to \operatorname {End} (M_{\mathbb {Z} })}
을 생각하자. 그렇다면, {\displaystyle R}-왼쪽 가군 자기 사상환은 (정의에 따라) {\displaystyle R}의 상의 중심화 부분환이다.
{\displaystyle \operatorname {End} (_{R}M)=\operatorname {C} _{\operatorname {End} (M_{\mathbb {Z} })}(\phi _{M}(R))}
또한, {\displaystyle R}를 {\displaystyle \operatorname {End} (_{R}M)}으로 치환하면 다음을 얻는다.
{\displaystyle \operatorname {End} (_{\operatorname {End} (_{R}M)}M)=\operatorname {C} _{\operatorname {End} (M_{\mathbb {Z} })}(\operatorname {End} (_{R}M))}
이에 따라, 다음 세 조건이 서로 동치이며, 이를 만족시키는 왼쪽 가군 {\displaystyle _{R}M}을 균형 잡힌 {\displaystyle R}-왼쪽 가군이라고 한다.
- {\displaystyle \operatorname {C} _{\operatorname {End} (M_{\mathbb {Z} })}(\operatorname {End} (_{R}M))=\phi _{M}(R)}. 즉, 임의의 아벨 군 준동형 {\displaystyle f\colon M\to M}에 대하여, 만약 {\displaystyle f}가 모든 {\displaystyle R}-왼쪽 가군 자기 준동형과 가환한다면, {\displaystyle f}는 {\displaystyle r\cdot }의 꼴로 나타낼 수 있다 ({\displaystyle r\in R}). (그러나 이러한 표현이 유일할 필요는 없다.)
- {\displaystyle \operatorname {C} _{\operatorname {End} (M_{\mathbb {Z} })}(\operatorname {C} _{\operatorname {End} (M_{\mathbb {Z} })}(\phi _{M}(R)))=\phi _{M}(R)}. 즉, {\displaystyle \phi _{M}(R)}는 이중 중심화 부분환 연산의 고정점이다.
- {\displaystyle M}은 균형 잡힌 {\displaystyle (R,\operatorname {End} (_{R}M)^{\operatorname {op} })}-쌍가군이다.

균형 잡힌 오른쪽 가군의 개념 역시 마찬가지로 정의된다. 즉, 환 {\displaystyle S} 위의 오른쪽 가군 {\displaystyle M_{S}}에 대하여, 자연스러운 환 준동형
{\displaystyle \phi _{M}\colon S^{\operatorname {op} }\to \operatorname {End} (_{\mathbb {Z} }M)}
을 정의하였을 때, 다음 세 조건이 서로 동치이며, 이를 만족시키는 {\displaystyle R}-오른쪽 가군을 균형 잡힌 {\displaystyle R}-오른쪽 가군이라고 한다.
- {\displaystyle \operatorname {C} _{\operatorname {End} (_{\mathbb {Z} }M)}(\operatorname {End} (M_{S}))=\phi _{M}(S^{\operatorname {op} })}. 즉, 임의의 아벨 군 준동형 {\displaystyle f\colon M\to M}에 대하여, 만약 {\displaystyle f}가 모든 {\displaystyle R}-왼쪽 가군 자기 준동형과 가환한다면, {\displaystyle f}는 {\displaystyle r\cdot }의 꼴로 나타낼 수 있다 ({\displaystyle r\in R}). (그러나 이러한 표현이 유일할 필요는 없다.)
- {\displaystyle \operatorname {C} _{\operatorname {End} (_{\mathbb {Z} }M)}(\operatorname {C} _{\operatorname {End} (_{\mathbb {Z} }M)}(\phi _{M}(S^{\operatorname {op} })))=\phi _{M}(S^{\operatorname {op} })}. 즉, {\displaystyle \phi _{M}(S^{\operatorname {op} })}는 이중 중심화 부분환 연산의 고정점이다.
- {\displaystyle M}은 균형 잡힌 {\displaystyle (\operatorname {End} (_{S}M),S)}-쌍가군이다.

물론, 만약 {\displaystyle R}가 가환환이라면 왼쪽·오른쪽을 구별할 필요가 없다.

## 성질
반단순환의 모든 왼쪽 가군은 균형 잡힌 왼쪽 가군이며, 모든 오른쪽 가군은 균형 잡힌 오른쪽 가군이다.
임의의 왼쪽 아르틴 환의 단순 왼쪽 가군은 균형 잡힌 왼쪽 가군이다.:187, Chapter 12

## 참고 문헌
1. ↑  Lam, Tsit-Yuen (1999). 《Lectures on modules and rings》. Graduate Texts in Mathematics (영어) 189. Springer. doi:10.1007/978-1-4612-0525-8. ISBN 978-0-387-98428-5. MR 1653294.
2. ↑  Isaacs, I. Martin (1994). 《Algebra: a graduate course》. Graduate Studies in Mathematics (영어) 100. American Mathematical Society. ISBN 978-0-8218-4799-2. MR 2472787.